# ميتانسينويد
الميتانسينويدات هي مركبات كيميائية مشتقة من ميتانسين.
تستخدم هذه المركبات لتربط مع جسم مضاد وحيد النسيلة لتكون دواء يستخدم في علاج الأورام.
من أهم الأمثلة:
- أنساميتوسين[2]
- مرتانسين